# Liste der Kulturgüter in Illnau-Effretikon
Die Liste der Kulturgüter in Illnau-Effretikon enthält alle Objekte in der Gemeinde Illnau-Effretikon im Kanton Zürich, die gemäss der Haager Konvention zum Schutz von Kulturgut bei bewaffneten Konflikten, dem Bundesgesetz vom 20. Juni 2014 über den Schutz der Kulturgüter bei bewaffneten Konflikten sowie der Verordnung vom 29. Oktober 2014 über den Schutz der Kulturgüter bei bewaffneten Konflikten unter Schutz stehen.
Objekte der Kategorien A und B sind vollständig in der Liste enthalten, Objekte der Kategorie C fehlen zurzeit (Stand: 1. Januar 2023). Unter übrige Baudenkmäler sind weitere geschützte Objekte zu finden, die im Verzeichnis der Objekte von überkommunaler Bedeutung der kantonalen Denkmalpflege zu finden und nicht bereits in der Liste der Kulturgüter enthalten sind.

## Kulturgüter
| Foto | | Objekt                                                             | Kat. | Typ | Standort                                                 | Beschreibung                                                               |
| ---- | -------------------------------------------------------------------------------------------------- | ------------------------------------------------------------------ | ---- | --- | -------------------------------------------------------- | -------------------------------------------------------------------------- |
| ja   | Datei hochladen · Wikidata zu Ehemaliges Bauernhaus, sogenanntes Hablützelhaus (Q29574099)         | Ehemaliges Bauernhaus, sogenanntes Hablützelhaus KGS-Nr.: 07518    | A    | G   | Horben 11 698568 / 252173                                |                                                                            |
| ja   | Datei hochladen · Wikidata zu Schloss Kyburg (Q573643)                                             | Schloss Kyburg KGS-Nr.: 07537                                      | A    | F/G | Kyburg, Schloss 1 698383 / 257218                        |                                                                            |
| ja   | Datei hochladen · Wikidata zu Mittelalterliche/neuzeitliche Burg / Dorf (Q29574101)                | Kyburg, mittelalterlich-neuzeitliches Dorf mit Burg KGS-Nr.: 09711 | A    | F   | 698431 / 257170                                          |                                                                            |
| ja   | Datei hochladen · Wikidata zu Reformierte Kirche Effretikon (Q16101813)                            | Reformierte Kirche Effretikon KGS-Nr.: 10490                       | A    | G   | Effretikon, Rebbuckstrasse 1 694364 / 253803             |                                                                            |
| ja   | Datei hochladen · Wikidata zu Chämleten, Burgstall, Burghügel mit mächtigem Halsgraben (Q29932796) | Chämleten / Burgstall, mittelalterliche Burgstelle KGS-Nr.: 07517  | B    | F   | 696350 / 256450                                          |                                                                            |
| ja   | Datei hochladen · Wikidata zu Kapelle Rikon (Q1728410)                                             | Kapelle Rikon KGS-Nr.: 07519                                       | B    | G   | Effretikon, Dorfstrasse 38 694383 / 254296               |                                                                            |
| ja   | Datei hochladen · Wikidata zu Mühle Würglen mit Gerätehaus und Sägeanbau (Q29932800)               | Mühle Würglen KGS-Nr.: 07520                                       | B    | G   | Effretikon, Rikonerstrasse 52 694706 / 254679            |                                                                            |
| ja   | Datei hochladen · Wikidata zu Reformierte Kirche Illnau (Q1344026)                                 | Reformierte Kirche Illnau KGS-Nr.: 12585                           | B    | G   | Illnau, Hörnlistrasse 7 696540 / 252316                  |                                                                            |
| ja   | Datei hochladen · Wikidata zu Kyburgbrücke (Linsentalbrücke) (Q29932799)                           | Gedeckte Brücke über die Töss KGS-Nr.: 12610                       | B    | G   | Kyburg, Linsentalstrasse / Kyburgstrasse 698619 / 257561 | Objekt liegt hälftig auf dem Gemeindegebiet von Winterthur (KGS-Nr. 7790). |
| ja   | Datei hochladen · Wikidata zu Moosburg (Q1421777)                                                  | Moosburg, mittelalterliche Burgruine KGS-Nr.: 14824                | B    | F   | Effretikon, Moosburgweg 694451 / 253420                  |                                                                            |
| ja   | Datei hochladen                                                                                    | Schulanlage Watt KGS-Nr.: 16586                                    | B    | G   | Effretikon, Lindenstrasse 4–8 694723 / 253859            |                                                                            |
| ja   | Datei hochladen                                                                                    | Speicher KGS-Nr.: 16587                                            | B    | G   | Kyburg, Brünggen 37 700007 / 256135                      |                                                                            |
| ja   | Datei hochladen · Wikidata zu Reformierte Kirche Kyburg (Q18630078)                                | Reformierte Kirche Kyburg KGS-Nr.: 16588                           | B    | G   | Kyburg, Dorfstrasse 20 698458 / 257160                   |                                                                            |

## Übrige Baudenkmäler
| ID              | Foto |                 | Objekt                                                          | Kat.    | Typ | Standort                                            | Beschreibung |
| --------------- | ---- | --------------- | --------------------------------------------------------------- | ------- | --- | --------------------------------------------------- | ------------ |
| 17500019        | ja   | Datei hochladen | Spinnerei Sennhof, Turbinenhaus                                 | B reg.  | G   | Kyburg, Areal Hermann Bühler 699316 / 258093        |              |
| 17400075        | ja   | Datei hochladen | Doppelbauernhaus, Hausteil Nr. 75                               | B reg.  | G   | Agasul, Horben 9C 698533 / 252139                   |              |
| 17500103        | ja   | Datei hochladen | Ehemalige Baumwollspinnerei, Trafostation                       | B reg.  | G   | Kyburg, bei Weissental 3 700485 / 255850            |              |
| 17500265        | ja   | Datei hochladen | Doppel-Kleinbauernhaus, Hausteil 2                              | C       | G   | Kyburg, Allmendstrasse 12 698376 / 256739           |              |
| 17500280        | ja   | Datei hochladen | Schulhaus Kyburg                                                | B reg.  | G   | Kyburg, Allmendstrasse 698403 / 256886              |              |
| 17500293        | ja   | Datei hochladen | Ehemaliges Kleinbauernhaus                                      | B reg.  | G   | Kyburg, Dorfstrasse 3 698399 / 257072               |              |
| 17400296        | ja   | Datei hochladen | Speicher, Anbau                                                 | B reg.  | G   | Ottikon, bei Kemleten 4 696572 / 256315             |              |
| 17400297        | ja   | Datei hochladen | Speicher, Kernbau                                               | B reg.  | G   | Ottikon, Kemleten 696572 / 256315                   |              |
| 17500297        | ja   | Datei hochladen | Doppelwohnhaus, Hausteil 1                                      | C       | G   | Kyburg, Dorfstrasse 5 698403 / 257086               |              |
| 17500302        | ja   | Datei hochladen | Bauernhaus                                                      | C       | G   | Kyburg, Dorfplatz 1 698442 / 257096                 |              |
| 17500306        | ja   | Datei hochladen | Reformiertes Pfarrhaus Kyburg                                   | B reg.  | G   | Kyburg, Dorfstrasse 18 698460 / 257130              |              |
| 17500307        | ja   | Datei hochladen | Gasthaus zum Hirschen                                           | B reg.  | G   | Kyburg, Dorfstrasse 13 698429 / 257136              |              |
| 17500327        | ja   | Datei hochladen | Bauernhaus                                                      | C       | G   | Kyburg, Hinterdorfstrasse 3 698531 / 257140         |              |
| 17500332        | ja   | Datei hochladen | Reihenhäuser, Hausteil 2                                        | C       | G   | Kyburg, Im Chratz 1 698573 / 257118                 |              |
| 17500325        | ja   | Datei hochladen | Ehemalige Landschreiberei                                       | B kant. | G   | Kyburg, Hinterdorfstrasse 1 698499 / 257149         |              |
| 17500351        | ja   | Datei hochladen | Gemeindehaus, ehemaliges Schulhaus                              | C       | G   | Kyburg, Hinterdorfstrasse 21 698478 / 257065        |              |
| 17400393        | ja   | Datei hochladen | Bahnhof Effretikon, Perronüberdachung 1                         | B kant. | G   | Effretikon, Bahnhofstrasse 20 694179 / 253523       |              |
| 17400394        | ja   | Datei hochladen | Bahnhof Effretikon, Perronüberdachung 2                         | B kant. | G   | Effretikon, Bahnhofstrasse 20 694196 / 253516       |              |
| 17400590        | ja   | Datei hochladen | Baumwollspinnerei Oberkempttal, Trafostation D 280 Turm         | B reg.  | G   | Ottikon, Spinnereiweg 695562 / 254183               |              |
| 17400591        | ja   | Datei hochladen | Baumwollspinnerei Oberkempttal, Batteur- und Magazingebäude     | B reg.  | G   | Ottikon, Spinnereiweg 2 695596 / 254146             |              |
| 17400593        | ja   | Datei hochladen | Baumwollspinnerei Oberkempttal, Baumwollspinnereihauptgebäude   | B reg.  | G   | Ottikon, Spinnereiweg 6 695602 / 254114             |              |
| 17400592        | ja   | Datei hochladen | Baumwollspinnerei Oberkempttal, ehemalige Kraftzentrale         | B reg.  | G   | Ottikon, Spinnereiweg 4 695577 / 254141             |              |
| 17400595        | ja   | Datei hochladen | Baumwollspinnerei Oberkempttal, ehemalige Scheune               | B reg.  | G   | Ottikon, Spinnereiweg 8a 695601 / 254076            |              |
| 17400602        | ja   | Datei hochladen | Baumwollspinnerei Oberkempttal, Kosthaus 1                      | B reg.  | G   | Ottikon, Spinnereiweg 17/19 695677 / 253920         |              |
| 17400603        | ja   | Datei hochladen | Baumwollspinnerei Oberkempttal, Kosthaus 2                      | B reg.  | G   | Ottikon, Spinnereiweg 11–15 695658 / 253959         |              |
| 17400789        | ja   | Datei hochladen | Bauern- und Handwerkerhaus, Hausteil 1                          | B reg.  | G   | Illnau, Weisslingerstrasse 15 697327 / 251610       |              |
| 17400791        | ja   | Datei hochladen | Bauern- und Handwerkerhaus, Hausteil 2                          | B reg.  | G   | Illnau, Weisslingerstrasse 17 697327 / 251610       |              |
| 17400996        | ja   | Datei hochladen | Bahnhof Illnau, WC-Gebäude                                      | B reg.  | G   | Illnau, Stationsstrasse 5 696933 / 251642           |              |
| 17400998        | ja   | Datei hochladen | Bahnhof Illnau, Aufnahmegebäude mit Güterschuppen               | B reg.  | G   | Illnau, Stationsstrasse 7 696920 / 251689           |              |
| 17401061        | ja   | Datei hochladen | Bauernhaus                                                      | C       | G   | Illnau, Oberdorfstrasse 15 696908 / 251334          |              |
| 17401091        | ja   | Datei hochladen | Ehemaliges Bauernhaus                                           | C       | G   | Illnau, Usterstrasse 43 696820 / 251396             |              |
| 17401305        | ja   | Datei hochladen | Reformiert Pfarrhaus Illnau                                     | B reg.  | G   | Illnau, Hörnlistrasse 1 696607 / 252397             |              |
| 17401317        | ja   | Datei hochladen | Bauernhaus, Hausteil 1+2                                        | B reg.  | G   | Illnau, Hörnlistrasse 19 696511 / 252274            |              |
| 17401321        | ja   | Datei hochladen | Bauernhaus, Hausteil 3                                          | B reg.  | G   | Illnau, Chilerain 11 696521 / 252277                |              |
| 17401323        | ja   | Datei hochladen | Bauernhaus, Hausteil 3                                          | B reg.  | G   | Illnau, Hörnlistrasse 17 696516 / 252269            |              |
| 17401361        | ja   | Datei hochladen | Ehemaliges Bauernhaus                                           | C       | G   | Illnau, Gstückstrasse 1 696477 / 252230             |              |
| 17401931        | ja   | Datei hochladen | Glockenturm der Reformierten Kirche Effretikon                  | B kant. | G   | Effretikon, Rebbuckstrasse 694376 / 253780          |              |
| 17402021        | ja   | Datei hochladen | Trafostation N 290 Turm                                         | B reg.  | G   | Hackenberg, bei Waldstrasse 8 694171 / 253217       |              |
| 17402121        |      | Datei hochladen | Mühle Würglen, Gerätehaus                                       | B kant. | G   | Rikon, Rikonerstrasse 694729 / 254670               |              |
| 17402319        | ja   | Datei hochladen | Ehemaliges Bauernhaus                                           | C       | G   | Effretikon, Brüttenerstrasse 4a 694156 / 254162     |              |
| 17402517        | ja   | Datei hochladen | Bahnhof Effretikon, Bahnhofgebäude                              | B kant. | G   | Effretikon, Bahnhofstrasse 20 694144 / 253533       |              |
| 17402521        | ja   | Datei hochladen | Bahnhof Effretikon, Güterschuppen                               | B kant. | G   | Effretikon, bei Brandrietstrasse 24 694159 / 253350 |              |
| 17402549        | ja   | Datei hochladen | Bahnhof Effretikon, Werkstattgebäude/Traktorenremise            | B kant. | G   | Effretikon, bei Brandrietstrasse 32 694127 / 253333 |              |
| 17403403        | ja   | Datei hochladen | Primarschule Eselriet, Klassentrakt A Ost                       | B reg.  | G   | Effretikon, Sportplatzstrasse 9 695271 / 253156     |              |
| 17403404        | ja   | Datei hochladen | Primarschule Eselriet, Klassentrakt B West                      | B reg.  | G   | Effretikon, Sportplatzstrasse 7 695213 / 253150     |              |
| 17403407        | ja   | Datei hochladen | Primarschule Eselriet, Singsaal und Abwartswohnung              | B reg.  | G   | Effretikon, Sportplatzstrasse 1 695212 / 253199     |              |
| 17403408        | ja   | Datei hochladen | Primarschule Eselriet, Turnhalle                                | B reg.  | G   | Effretikon, Sportplatzstrasse 11 695259 / 253196    |              |
| 17404110        | ja   | Datei hochladen | Doppelbauernhaus, Hausteil Nr. 4110                             | B reg.  | G   | Agasul, Horben 9A/B 698519 / 252140                 |              |
| 175BEI00019-1   | ja   | Datei hochladen | Spinnerei Sennhof, Turbinenhausanbau / Kraftzentrale            | B reg.  | G   | Kyburg, Mühlau 7 699321 / 258096                    |              |
| 174BEI02120     | ja   | Datei hochladen | Mühle Würglen, Sägegebäude                                      | B kant. | G   | Rikon, Rikonerstrasse 52 694704 / 254670            |              |
| 174BRUNNEN00012 | ja   | Datei hochladen | Oberstufenschulhaus Watt, Brunnenanlage                         | B kant. | K   | Effretikon, bei Lindenstrasse 8 694796 / 253865     |              |
| 175WR00035      | ja   | Datei hochladen | Spinnerei Sennhof, Düker unter der Töss hindurch                | B reg.  | G   | Kyburg, Areal Hermann Bühler 699467 / 257843        |              |
| 175WR00035      | ja   | Datei hochladen | Spinnerei Sennhof, Leerlauf                                     | B reg.  | G   | Kyburg, Areal Hermann Bühler 699269 / 258039        |              |
| 175WR00035      | ja   | Datei hochladen | Spinnerei Sennhof, Turbineneinlauf                              | B reg.  | G   | Kyburg, Areal Hermann Bühler 699326 / 258071        |              |
| 175WR00035      | ja   | Datei hochladen | Spinnerei Sennhof, Überlauf                                     | B reg.  | G   | Kyburg, Areal Hermann Bühler 698838 / 257653        |              |
| 175WR00035      | ja   | Datei hochladen | Spinnerei Sennhof, Überlauf- und Leerlaufbauwerk                | B reg.  | G   | Kyburg, Areal Hermann Bühler 699576 / 257683        |              |
| 175WR00035      | ja   | Datei hochladen | Spinnerei Sennhof, Unterwasserkanal                             | B reg.  | G   | Kyburg, Areal Hermann Bühler 699669 / 257613        |              |
| 175WR00035      | ja   | Datei hochladen | Spinnerei Sennhof, Unterwasserkanal / Oberwasserkanal mit Düker | B reg.  | G   | Kyburg, Areal Hermann Bühler 699085 / 257859        |              |
| 175WR00035      | ja   | Datei hochladen | Spinnerei Sennhof, Weiher                                       | B reg.  | G   | Kyburg, Areal Hermann Bühler 699438 / 258056        |              |

Legende: Im Wesentlichen siehe Legende der Liste der Kulturgüter von nationaler und regionaler Bedeutung, mit folgenden Ausnahmen:
- Anstelle der KGS-Nummer wird als Objekt-Identifikator (ID) die Inventarnummer im Verzeichnis der Objekte von überkommunaler Bedeutung des kantonalen Denkmalschutzamtes verwendet.
- Bei den Kategorien wird wie folgt unterschieden: B kant. = Objekt von kantonaler Bedeutung (Kanton Zürich); B reg. = Objekt von regionaler Bedeutung (Kanton Zürich).